# گذر رنگرزها
گذر رنگرزها مربوط به دوره قاجار است و در شهرستان کاشان، خیابان محتشم، گذررنگرزها واقع شده و این اثر در تاریخ ۱۹ مرداد ۱۳۸۴ با شمارهٔ ثبت ۱۲۹۷۴ به‌عنوان یکی از آثار ملی ایران به ثبت رسیده است.